# Kirkhamgate
Kirkhamgate är en by i unparished area Stanley, i distriktet Wakefield i grevskapet West Yorkshire, i England. Byn är belägen 10,7 km från Leeds. Orten har 931 invånare (2016). Kirkhamgate/Alverthorpe var en civil parish 1894–1937 när blev den en del av Stanley. Civil parish hade 1 320 invånare år 1931.